# Plötzensee
Der 7,85 Hektar große und bis zu 7,0 Meter tiefe Plötzensee (mittlere Tiefe 3,5 m) ist ein nordöstlich des Berlin-Spandauer Schifffahrtskanals am Volkspark Rehberge gelegener See in Berlin-Wedding. Seine größte Länge beträgt 740 m, die größte Breite 150 m. Es besteht kein oberirdischer Zufluss oder Abfluss. Der größte Teil der Uferbereiche darf zum Schutz der Lebensräume von Pflanzen und Tieren seit September 2021 nicht mehr betreten werden.

## Namensgebung, Entstehung, Nutzung
Der Plötzensee ist nach dem Karpfenfisch Plötze benannt, der in großen Schwärmen in ihm lebte. Der See gehört zu einer eiszeitlichen Seenrinne, die von Nordosten zum Spreetal führte. Vor 1443 hatte das Spandauer Nonnenkloster St. Marien die Nutzungsrechte, die dann vom preußischen Fiskus übernommen wurden. 1817 kaufte die Stadt Berlin den See und verpachtete die Nutzungsrechte für die Ufer und die Fischfangrechte. Ursprünglich gab es auch noch den „Kleinen Plötzensee“, der beim Bau des Berlin-Spandauer Schifffahrtskanals teils in den Kanal einbezogen, teils zugeschüttet wurde.

## Sage vom Plötzensee
„Wo heute der Plötzensee liegt, stand einst ein Dörfchen auf einer grünen Wiese mit einem Ziehbrunnen unter einer alten Linde. Der Dorfschulze war ein grober, gewalttätiger Mann, der das arme Volk auspresste und dabei immer reicher wurde und doch keinem etwas gönnte. Nur drei Bauern ließ er in Ruhe, die waren noch reicher als er.
Als er eines Abends spät in der Dunkelheit heimkehrte, sprang ihm am Kreuzweg der Aufhocker in den Nacken und verlangte, den weiten Weg zurück nach dem nächsten Ort getragen zu werden. Da half kein Sträuben und Fluchen. Der Geist lachte nur und stieß dem Schulzen die Fersen in die Rippen. Kurz vor dem Nachbarort zwang er ihn zur Umkehr und ließ ihn eine ganze Stunde traben. Dabei wurde er immer schwerer, sodass der Bauer endlich stöhnend in die Knie brach. ‚Siehst du, so drückst du die Armen, du Schelm! Vorwärts!‘
Endlich langten sie wieder bei der Linde an und der Aufhocker lockerte etwas die Beine. In demselben Augenblick griff der Schulze zu und schleuderte den Geist mit einem Fluch in den Ziehbrunnen. ‚Versauf, du Rabenvieh, du elendes!‘
Da versank das Dörfchen langsam, der Brunnen brodelte herauf, überschwemmte die Wiese und füllte den Talgrund mit einer wogenden See. Immer tiefer sanken die Häuser, immer höher stieg das Wasser, bis auch der Kirchturm verschwunden war. Dann stand die Flut.
Im See aber strich ein starker Hecht umher. Der umstreifte achtungsvoll drei alte, fette Plötzen. Die vielen kleinen jedoch trieb er aus einer Ecke in die andere und ließ sie nie zur Ruhe kommen.
So geht es noch heute.
Wenn aber in hellen Vollmondnächten die alten Kirchenglocken leise in der Tiefe erklingen, dann versteckt sich der Hecht im Röhricht, während die Plötzen andächtig in weitem Kreise stillstehen.“

## Randbebauung samt Freizeitanlagen
Hauptartikel siehe Freibad Plötzensee

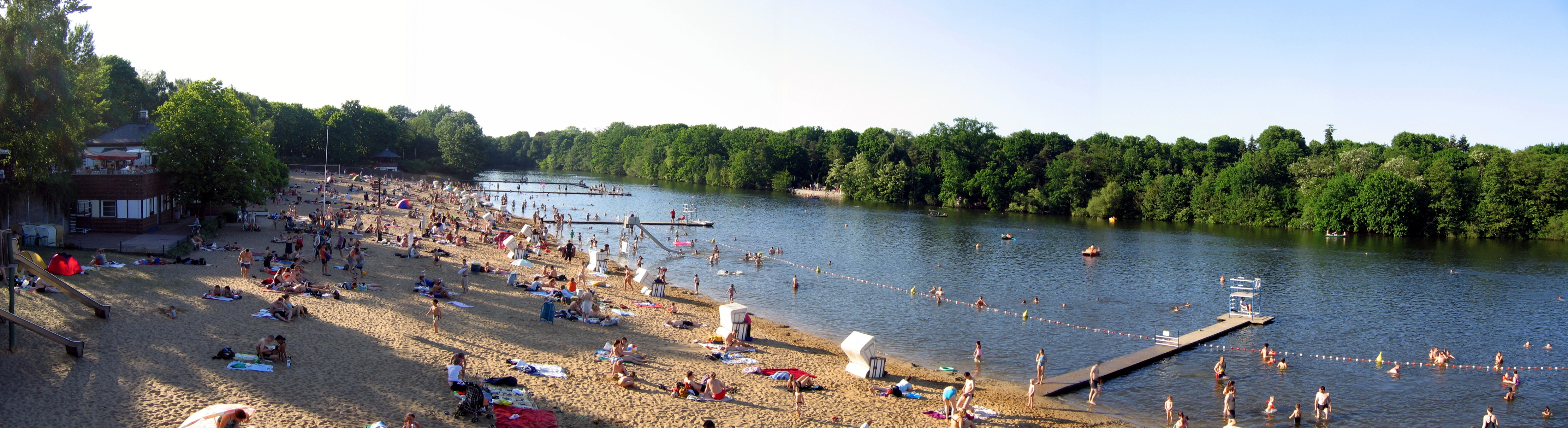
Freibad am Plötzensee

Bereits im 19. Jahrhundert entstand am „Großen Plötzensee“ eine Sportanlage des Heeres, die 1891 zu einem Schwimmbad ausgebaut wurde. In den Jahren 1845–1851 gab es das erste Freibad hier, 1877 entstand auf Initiative des Turnlehrers Auerbach eine bewachte Badestelle (Auerbachsches Wellenbad), die bis 1918 existierte. Ab 1923 begann unter dem Gartenbaudirektor Rudolf Germer der Ausbau der 7,5 ha großen Grünanlagen samt den Ufern und einem Promenadenweg. Das wieder geöffnete Freibad erhielt eine Freitreppe, die zum künstlichen Sandstrand führt. 1926–1928 wurde nach Plänen von Walter Krüger und Johannes Krüger das zweigeschossige, aus zwei u-förmigen Teilen bestehende Eingangsgebäude einschließlich einer Gaststätte erbaut. Die Gebäude stehen unter Denkmalschutz.
Westlich des Plötzensees befinden sich außer dem Freibad auch Sportanlagen, Anlagen von Schwimmvereinen, eine Wohnanlage „Betreutes Wohnen“ (ehemaliges Kinderheim), ein Jugendgästehaus sowie ein einziges Wohnhaus. Der gesamte nördliche Bereich wird von vier Friedhofsanlagen eingenommen.

## Fischfauna
Der Plötzensee wird fischereirechtlich vom Land Berlin bewirtschaftet.
Vor einiger Zeit galt er als gutes Karpfengewässer, gefangen wurden Exemplare von 16 Kilogramm, beobachtet wurden jedoch weitaus schwerere. Außerdem kommen Schleien, vereinzelt Rapfen und diverse Weißfischarten vor, vor allem die namensgebenden Rotaugen (Plötzen).
Weitere Raubfische sind Hechte, Zander, Welse, Flussbarsche und Aale.

## Umgebung
In der Nähe des Sees befindet sich die Gedenkstätte Plötzensee für die Opfer des Nationalsozialismus im Außenbereich der Justizvollzugsanstalt Plötzensee.
Nach den beiden Plötzenseen wurde der frühere Gutsbezirk Plötzensee benannt.
Direkt am See liegen 5 Friedhöfe:
- Friedhof am Plötzensee (seit 2001 geschlossen und nur noch Kriegsgräberstätte mit 5000 Opfern von Krieg und Gewaltherrschaft)[8]
- Neuer St. Johannis-Friedhof
- St. Johannis-Kirchhof II[9]
- Nazarethkirchhof I[10]
- Alter St. Paul-Kirchhof I[11]